# Assassinatos de Kali Sykia
Os Assassinatos de Kali Sykia (em grego:  Πυρπολήσεις της Καλής Συκιάς) é uma das muitas atrocidades perpetradas na Grécia por Fritz Schubert a seu povo durante a ocupação nazista da Grécia na Segunda Guerra Mundial. Em 6 de outubro de 1943, 13 pessoas foram mortas ao serem queimadas vivas na aldeia montanhosa de Kali Sykia (Καλή Συκιά), em Rethymno, Creta.

## Antecedentes
Creta havia caído para os alemães após uma feroz batalha de dez dias em maio de 1941. Logo depois, grupos de resistência foram formados pelos cretenses e começaram a perseguir as forças alemãs até o final da guerra. Em resposta às atividades de resistência, os alemães formaram o Jagdkommando Schubert, uma força paramilitar liderada pelas Sdf. Fritz Schubert, cujo objetivo era aterrorizar a população civil.
No final de 1943, após a destruição das aldeias de Viannos, o grupo partidário de Manolis Bandouvas fugiu para o oeste, sendo perseguido pelos alemães. Em outubro de 1943, Bandouvas e seu povo estavam escondidos no Monte Tsilivdikas (em grego:  Τσιλίβδικας). Eles foram fornecidos provisões pelos moradores da aldeia de Kali Sykia, que está localizada nas proximidades. Em 4 de outubro de 1943, Bandouvas e seu grupo entraram em confronto e eliminaram um destacamento alemão perto de seu esconderijo.

## Queimadas vivas
Logo após a descoberta dos alemães mortos, Schubert e seu povo foram enviados para a região após uma ordem de operações punitivas de Bruno Bräuer. Em 6 de outubro de 1943, eles cercaram Kali Sykia e reuniram todos que puderam encontrar para interrogatório. Apenas mulheres e crianças ainda estavam na aldeia, pois os homens haviam fugido para as montanhas por medo de represálias. Algumas casas foram incendiadas e as mulheres foram espancadas e ameaçadas de morte. Apesar das ameaças, nenhuma das mulheres deu qualquer informação sobre o paradeiro dos homens da aldeia. Em resposta a isso, os Schuberai arrastaram várias mulheres para dentro de algumas casas, trancaram-nas e incendiaram as casas, queimando as mulheres vivas.

## Consequências
Os assassinatos, embora não sejam os mais numerosos realizados pelas forças de ocupação em Creta, foram únicos, pois visaram quase exclusivamente mulheres. Doze mulheres foram queimadas no total, oito da aldeia de Kali Sykia e quatro da vizinha Rodakino. Uma dessas mulheres estava grávida de oito meses.  Além disso, um idoso que não podia sair de casa também foi queimado nela. Schubert e seu grupo se mudaram mais para o oeste e, dois dias depois, participaram da execução de cerca de 30 civis em Kallikratis.
A única pessoa a ser levada a julgamento pelos assassinatos de Kali Sykia foi Schubert, que foi executado em Salônica em 22 de outubro de 1947.
Em 2017, Kali Sykia foi declarada uma aldeia martirizada (Π.Δ. 49, 1 de junho de 2017).